# Cirrhicera championi
Cirrhicera championi là một loài bọ cánh cứng trong họ Cerambycidae.